# Márton Bukovi
Márton Bukovi (10 de desembre de 1903 - 2 de febrer de 1985) fou un futbolista hongarès de la dècada de 1920 i entrenador.
Com a futbolista jugà a Ferencvárosi TC, FC Sète i fou internacional amb la selecció d'Hongria.
És un dels millors entrenadors hongaresos. Juntament amb Béla Guttmann i Gusztáv Sebes, fou un dels innovadors que impulsaren la formació 4-2-4. Destacà entrenant a Građanski Zagreb, Olympiakos FC, MTK Hungária FC i a la selecció d'Hongria.

## Palmarès

### Jugador
FC Sète 34
- Ligue 1: 1
  - 1934
- Coupe de France: 1
  - 1934

Ferencvárosi TC
- Lliga hongaresa de futbol: 4
  - 1926, 1927, 1928, 1932
- Copa hongaresa de futbol: 3
  - 1927, 1928, 1933
- Copa Mitropa: 1
  - 1928

### Entrenador
Građanski Zagreb
- Lliga iugoslava de futbol: 2
  - 1937, 1940
- Lliga croata de futbol: 1
  - 1943

MTK/Textiles/Bástya/Vörös Lobogó
- Lliga hongaresa de futbol: 3
  - 1951, 1953, 1958
- Copa hongaresa de futbol: 1
  - 1952

Olympiacos F.C.
- Lliga grega de futbol: 2
  - 1966, 1967